# Kakostovité

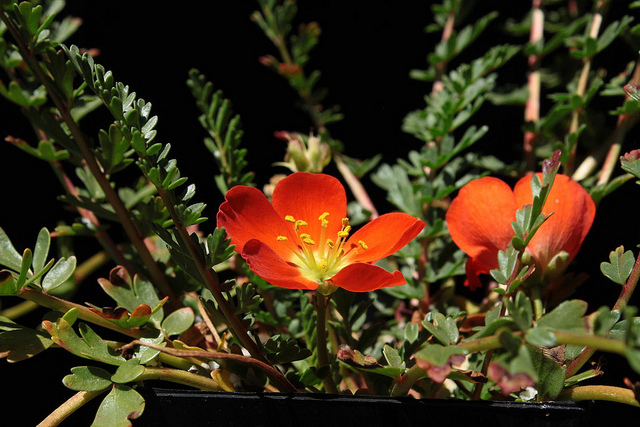
Hypseocharis pimpinellifolia

Kakostovité (Geraniaceae) je čeleď vyšších dvouděložných rostlin z řádu kakostotvaré (Geraniales). Jsou to převážně byliny s dlanitými listy. Některé druhy jsou sukulentní. Květy jsou pětičetné, pravidelné nebo dvoustranně souměrné, plody jsou většinou poltivé. Náležejí sem oblíbené okrasné rostliny, zejména pelargonie. V České republice roste několik druhů kakostů a pumpava obecná.

## Popis
Kakostovité jsou byliny a polokeře, někdy i stonkové sukulenty (otylec, některé pelargonie), obvykle s článkovanými stonky. Listy jsou střídavé nebo vstřícné, nejčastěji jednoduché a dlanitě laločnaté, řidčeji složené, obvykle s palisty. Čepel listů je celokrajná nebo více či méně pilovitá, obvykle s dlanitou žilnatinou. Odění je složeno z jednoduchých nebo žláznatých chlupů.
Květy jsou pětičetné, pravidelné nebo dvoustranně souměrné, jednotlivé nebo v úžlabních či vrcholových květenstvích (nejčastěji okolíkovitých). Kalich je pětičetný, kališní lístky jsou volné nebo na bázi srostlé, u některých zástupců je horní lístek nazpět protažen v ostruhu. Korunních lístků je obvykle 5 a jsou volné.
Tyčinek je nejčastěji 10 až 15, zřídka méně, jsou volné nebo krátce na bázi srostlé. Semeník je svrchní, laločnatý, srostlý obvykle z 5 plodolistů, na vrcholu s jedinou čnělkou s 5 bliznami. U některých zástupců jsou v květech přítomny nektarové žlázky, které se střídají s korunními lístky. Plod je poltivý (schizokarp), rozpadající se na 5 jednosemenných dílů a zanechávající střední sloupek, výjimečně poltivý plod bez středního sloupku (Biebersteinia) nebo tobolka (Hypseocharis).

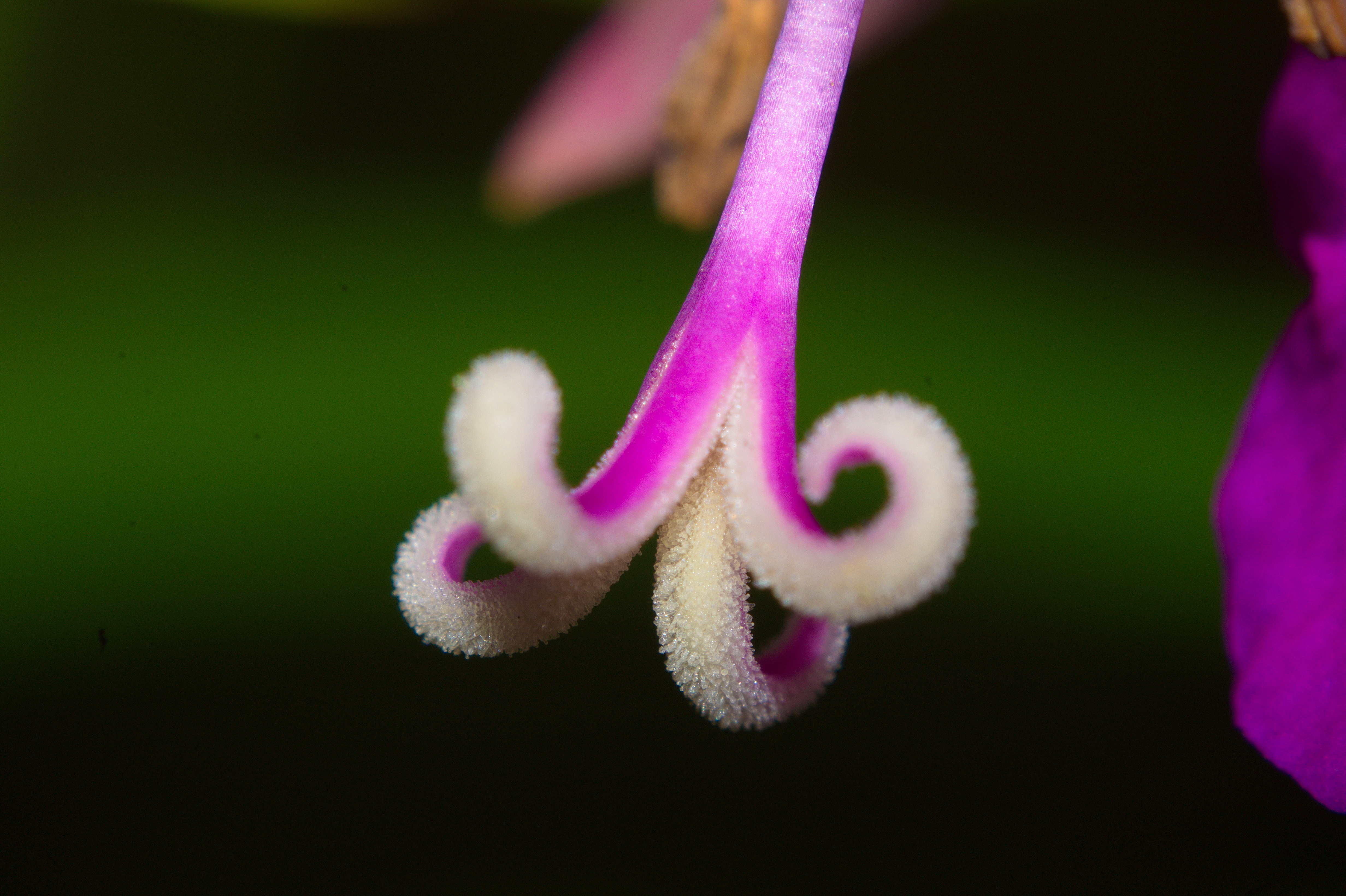
Detail čnělky kakostu měkkého (Geranium molle)
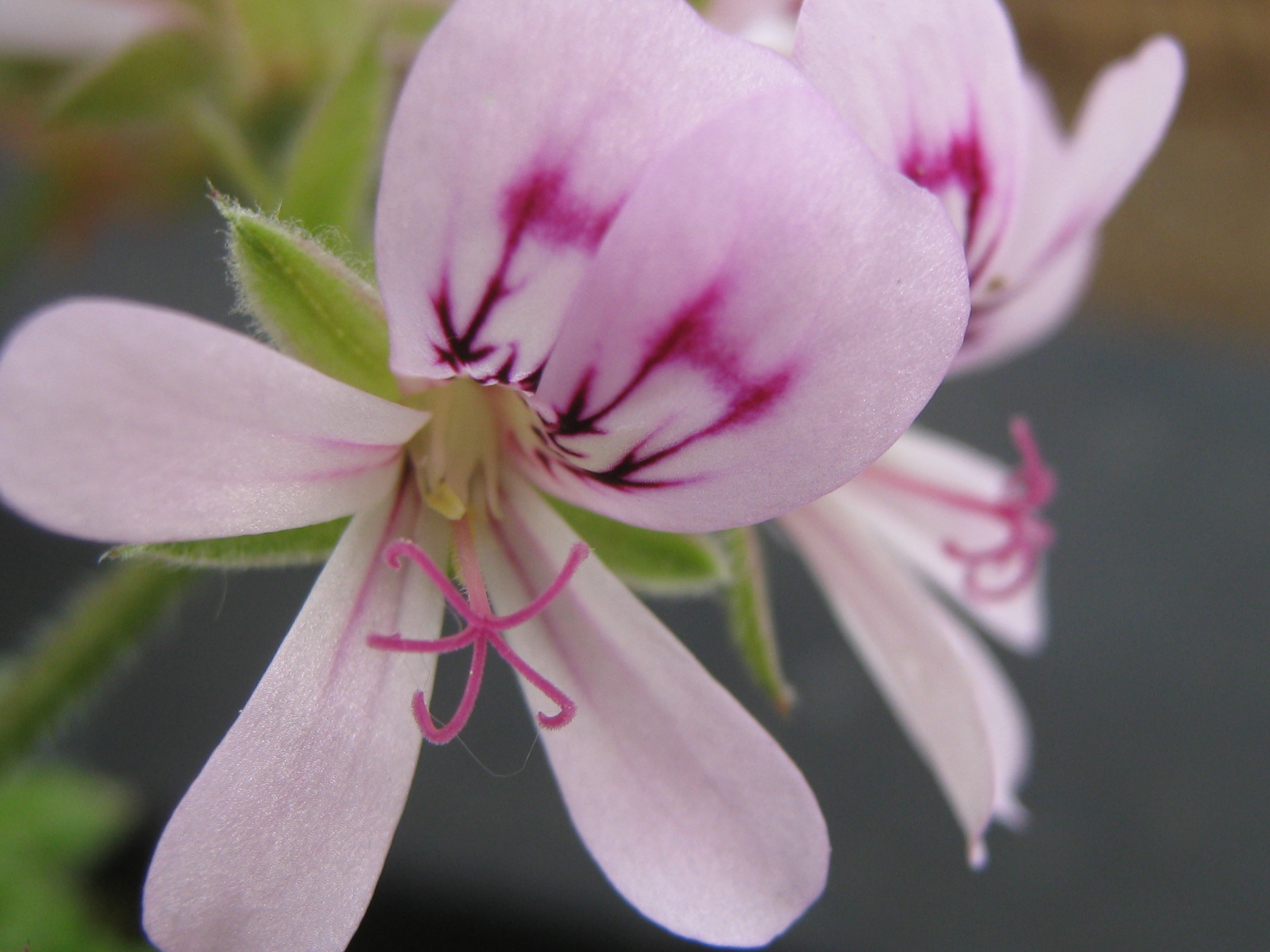
Detail květu pelargonie Pelargonium graveolens
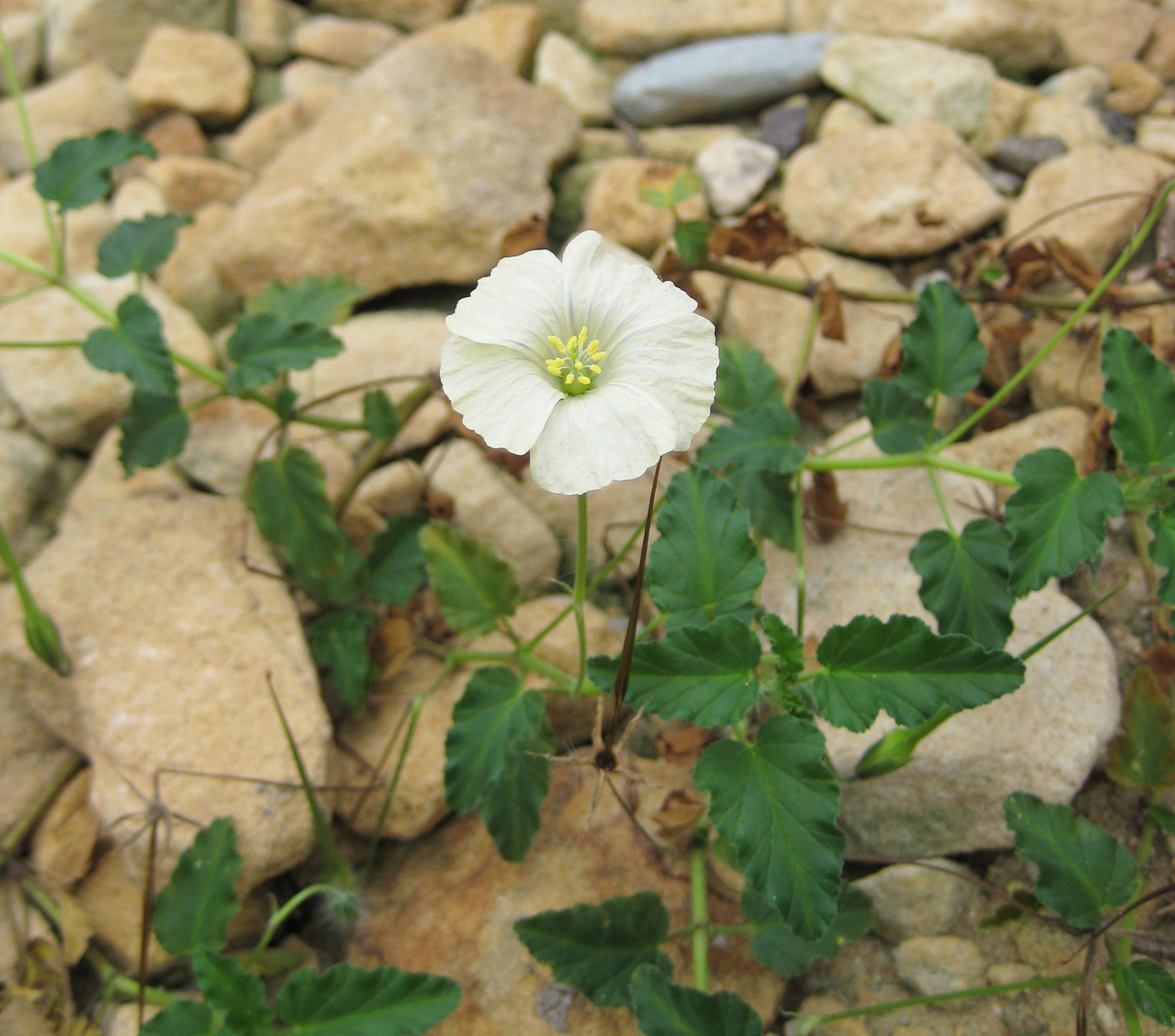
Monsonia emarginata
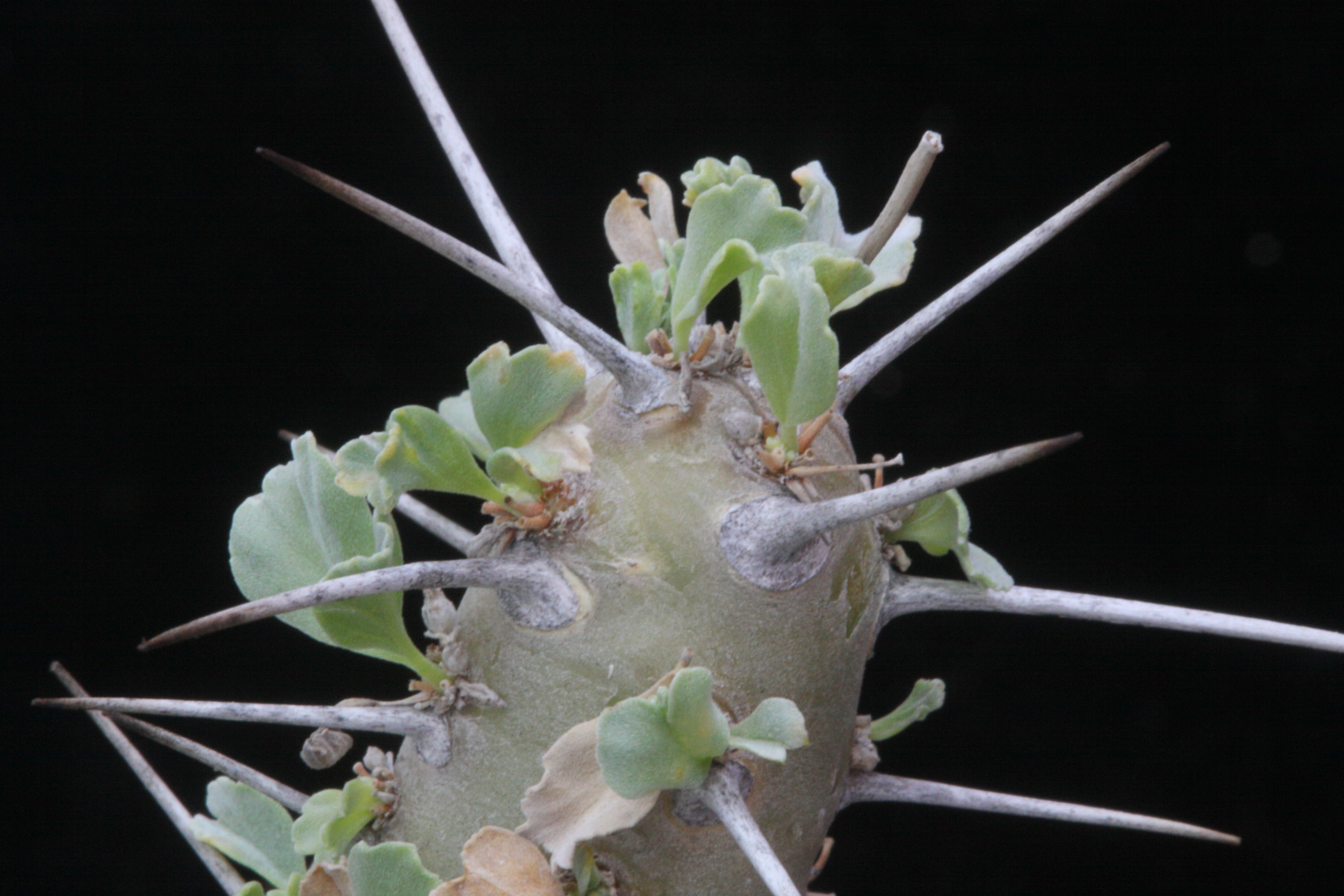
Otylec Sarcocaulon crassicaule
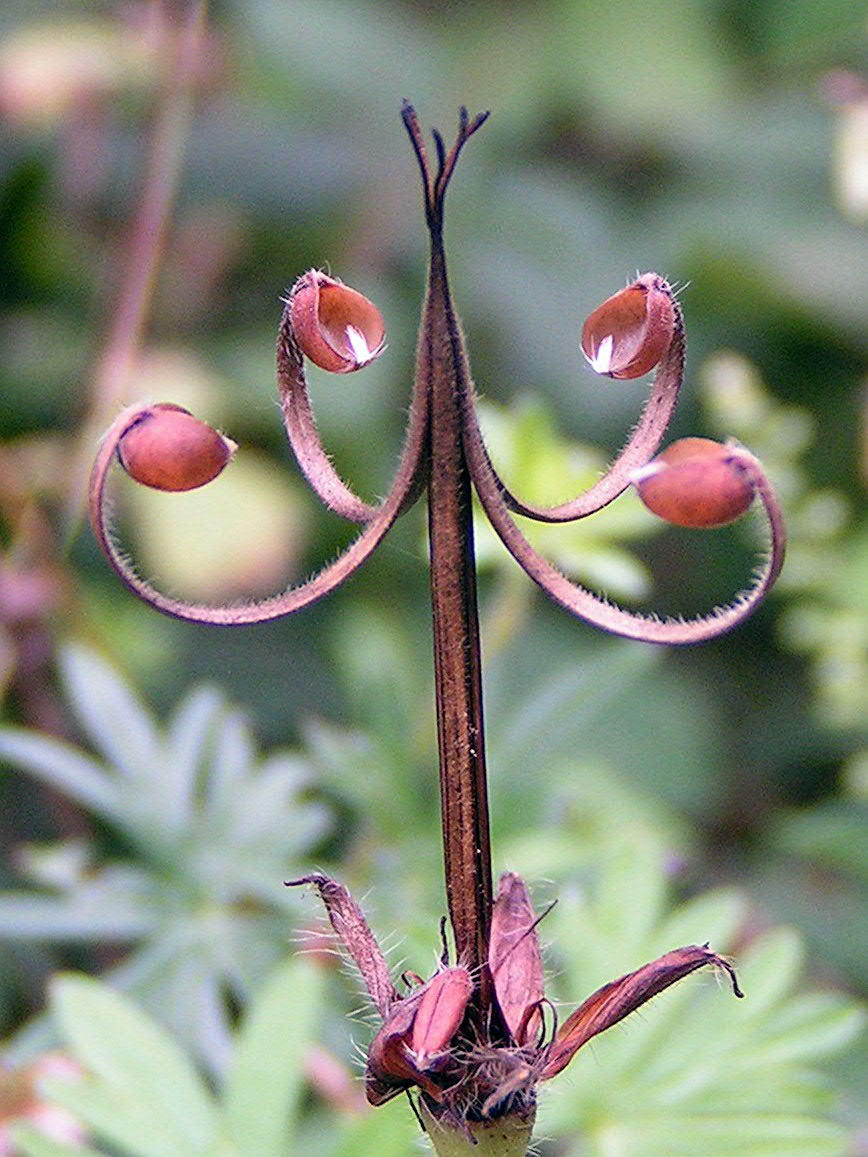
Puklý plod kakostu krvavého (Geranium sanguineum)

## Rozšíření
Čeleď kakostovité zahrnuje asi 800 druhů v 7 rodech. Největší rody jsou kakost (Geranium, asi 430 druhů) a pelargonie (Pelargonium, asi 280 druhů). Je rozšířena po celém světě, nejvíce druhů se vyskytuje v mírném a subtropickém pásu. V tropech se vyskytují především v horách. Centrum rodové i druhové diverzity je v jižní Africe. Rod kakost (Geranium) je zastoupen na všech kontinentech s výjimkou Antarktidy.
V české květeně je podobně jako v celé Evropě čeleď zastoupena 2 rody.
V České republice se vyskytuje 11 původních druhů kakostu (další 2 jsou pokládané za vyhynulé) a pumpava obecná. Některé další druhy jsou zde nepůvodní a zavlečené, např. běžný kakost pyrenejský. Řada dalších druhů pumpavy se vyskytuje porůznu ve Středomoří. V teplejších oblastech Evropy také občas zplaňují pelargonie.

## Taxonomie
Čeleď byla dříve považována za blízce příbuznou šťavelovitým (Oxalidaceae) a někteří taxonomové (např. Cronquist) obě čeledi řadili do stejného řádu.
Podle kladogramů APG jsou kakostovité bazální skupinou řádu kakostotvaré (Geraniaceae), bazálním rodem čeledi je rod Hypseocharis.
S nástupem molekulárních studií došlo k některým změnám i na úrovni rodů. Rod Sarcocaulon byl vřazen do rodu Monsonia, rod Rhynchotheca byl přeřazen do čeledi Francoaceae.

## Zástupci
- kakost (Geranium)
- otylec (Sarcocaulon)
- pelargonie (Pelargonia)
- pumpava (Erodium)[8]

## Význam
Některé druhy pelargonií, zejména pelargonie vonná (Pelargonium odoratissimum) a kříženci druhů P. capitatum, P. graveolens a P. radens se pěstují pro vonnou, tzv. 'geraniovou' silici. Ta má uplatnění zejména v parfumerii.
Pelargonie náležejí mezi oblíbené balkónové rostliny. Jako zahradní trvalky jsou pěstovány některé druhy kakostu (Geranium), řidčeji i pumpava (Erodium). Jihoafrický rod otylec (Sarcocaulon) náleží mezi atraktivní sukulenty.

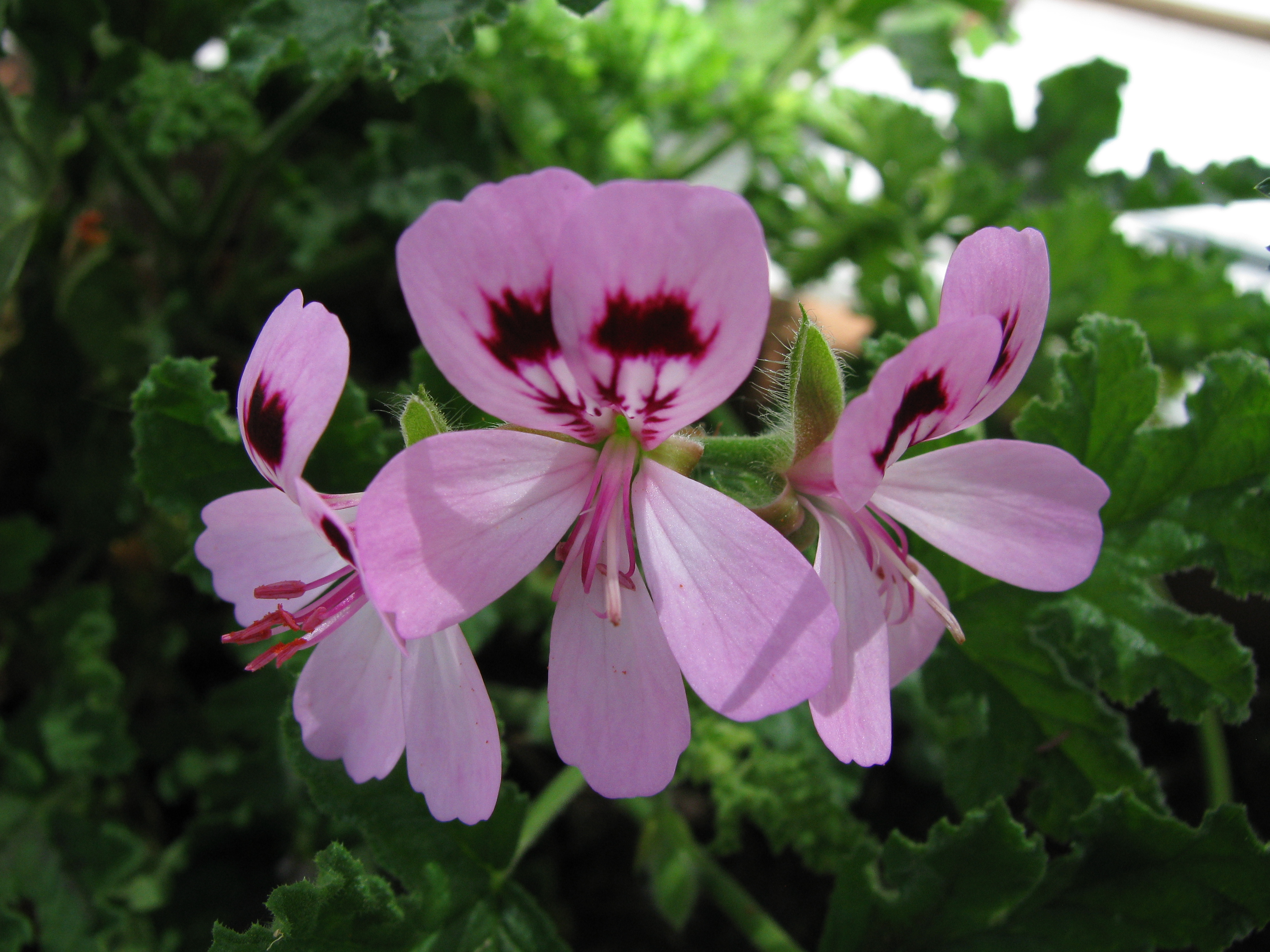
Pelargonium quercifolium 'Fair Ellen'
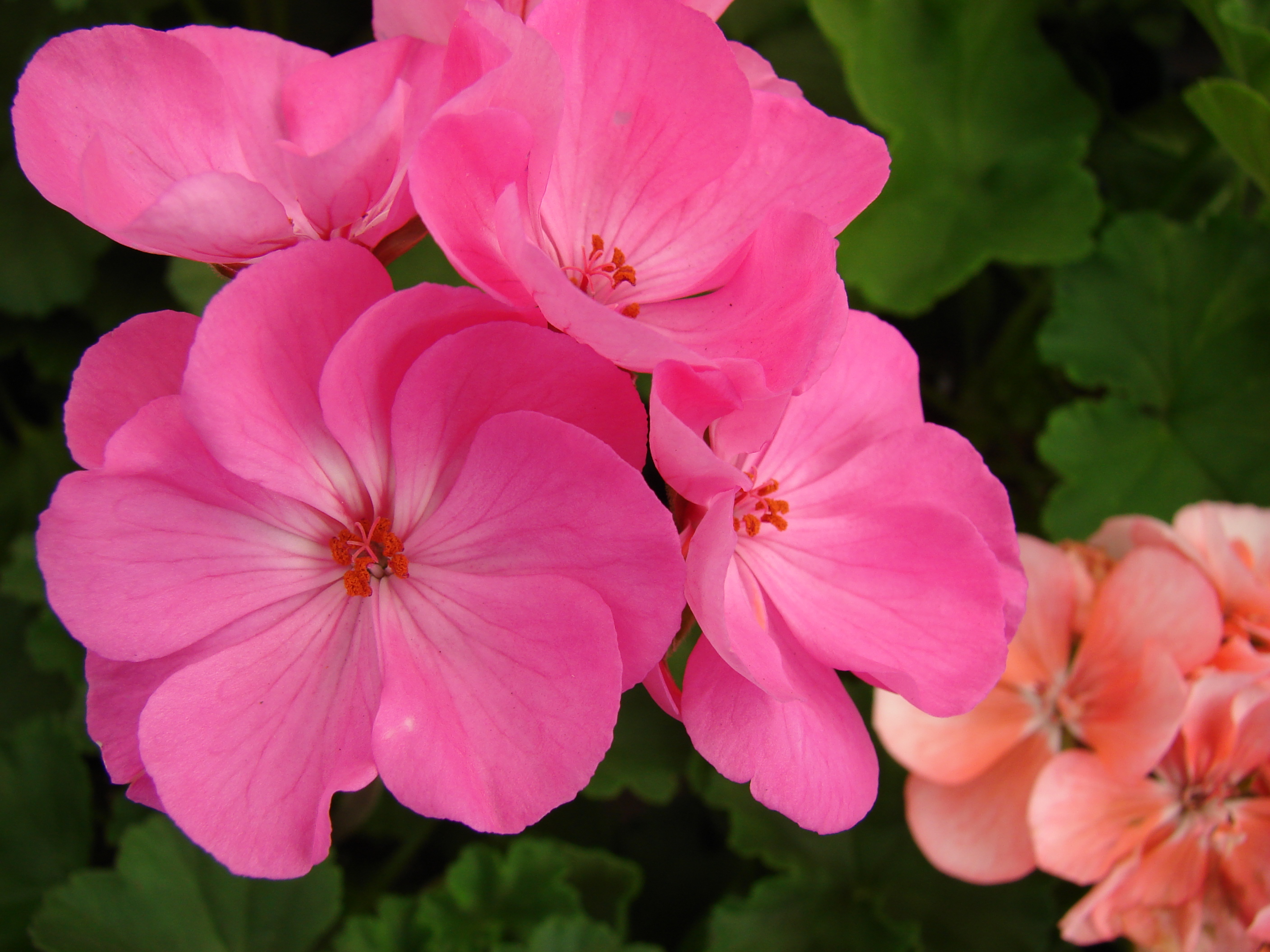
Okrasný hybrid pelargonie
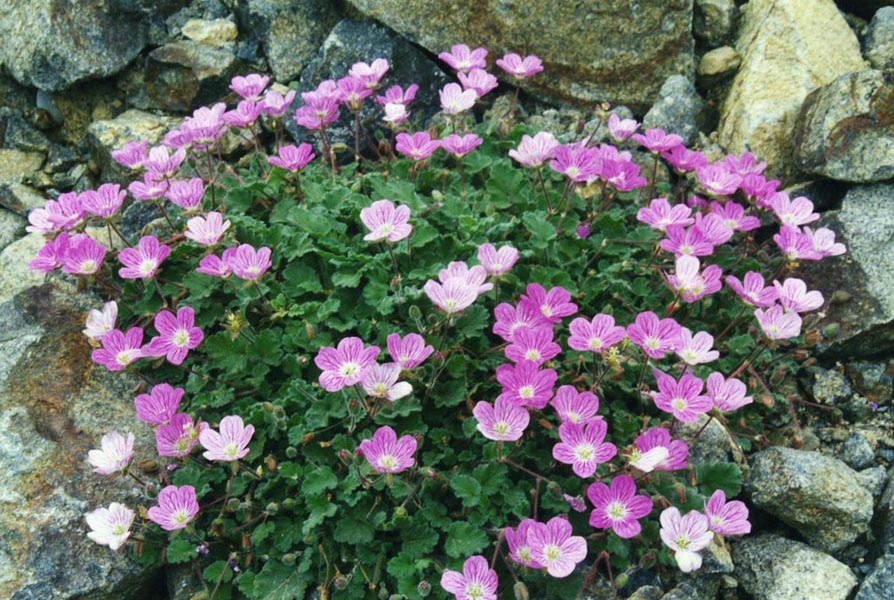
Pumpava Erodium x variabile 'Bishop's Form'
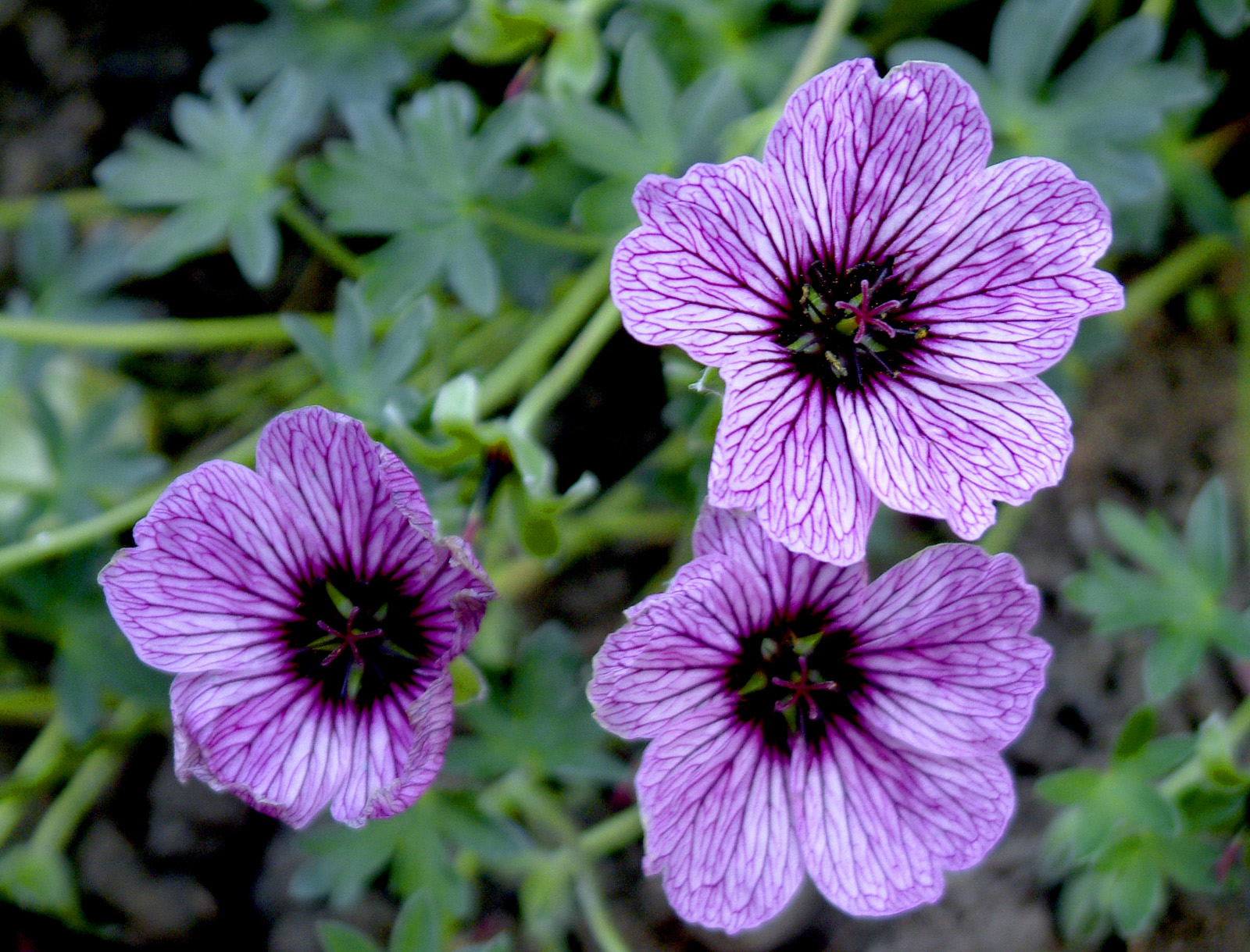
Okrasný kakost Geranium cinereum 'Ballerina'

## Přehled rodů
Erodium, Geranium, Hypseocharis, Monsonia (včetně Sarcocaulon), Pelargonium